# Viktor Ahn
Viktor Ahn (Seúl. Corea del Sur, 23 de noviembre de 1985), también llamado Ahn Hyun-Soo, es un patinador de velocidad sobre pista corta y desde 2011 con nacionalidad rusa.

## Carrera
Campeón del mundo en cinco ocasiones así como de seis medallas de oro en Juegos Olímpicos de Invierno (tres en Turín 2006 defendiendo la bandera surcoreana y tres en Sochi 2014 defendiendo la de Rusia).
Comenzó a la edad de ocho años teniendo como ídolo a Chae Ji-hoon.

## Filmografía

### Programa de variedades
- Human Docu Love (휴먼다큐 사랑) 150511 – 150518 (MBC)
- The Return of Superman E202 171015 – E204 171029 (KBS2)
- Live Talk Show Taxi E488 170727
- Real Men 300 (MBC)